# David Limberský
David Limberský (ur. 6 października 1983 w Pilźnie) – czeski piłkarz, który grał na pozycji prawego obrońcy. W latach 2009–2016 reprezentant Czech. Uczestnik Mistrzostw Europy 2012 oraz 2016. Większość swojej kariery spędził w czeskiej Viktorii Pilzno.

## Kariera klubowa
Karierę piłkarską Limberský rozpoczął w amatorskim klubie Tatran Třemošná. W 1990 podjął treningi w Viktorii Pilzno, a w 2002 roku awansował do kadry pierwszego zespołu. W tamtym roku zadebiutował też w pierwszej lidze czeskiej. W sezonie 2003/2004 Viktoria spadła do drugiej ligi, ale w międzyczasie Limberský był wypożyczony do włoskiego drugoligowca, Modeny. Z kolei w 2005 roku trafił na wypożyczenie do Tottenhamu Hotspur, w którym nie rozegrał żadnego meczu. W 2006 roku wrócił do Viktorii i awansował z nią do pierwszej ligi.
Na początku 2007 roku Limberský odszedł z Viktorii do Sparty Praga. W nowym klubie po raz pierwszy wystąpił 11 sierpnia 2007 w zremisowanym 0:0 wyjazdowym meczu z Viktorią Pilzno. W Sparcie grał przez sezon i wywalczył z nią mistrzostwo Czech.
W 2008 roku Limberský wrócił ze Sparty Praga do Viktorii Pilzno. W 2010 roku zdobył z nią Puchar Czech.
| Sezon   | Klub              | Kraj   | Rozgrywki      | Mecze | Bramki |
| ------- | ----------------- | ------ | -------------- | ----- | ------ |
| 2002/03 | Viktoria Pilzno   | Czechy | II liga        | 15    | 0      |
| 2003/04 | Viktoria Pilzno   | Czechy | Gambrinus Liga | 12    | 0      |
| 2003/04 | Modena FC         | Włochy | Serie B        | 4     | 0      |
| 2004/05 | Tottenham Hotspur | Anglia | Premier League | 0     | 0      |
| 2004/05 | Viktoria Pilzno   | Czechy | II liga        | 10    | 1      |
| 2005/06 | Viktoria Pilzno   | Czechy | Gambrinus Liga | 23    | 3      |
| 2006/07 | Viktoria Pilzno   | Czechy | Gambrinus Liga | 21    | 4      |
| 2007/08 | Sparta Praga      | Czechy | Gambrinus Liga | 12    | 0      |
| 2008/09 | Viktoria Pilzno   | Czechy | Gambrinus Liga | 27    | 3      |
| 2009/10 | Viktoria Pilzno   | Czechy | Gambrinus Liga | 26    | 1      |
| 2010/11 | Viktoria Pilzno   | Czechy | Gambrinus Liga | 29    | 2      |
| 2011/12 | Viktoria Pilzno   | Czechy | Gambrinus Liga | 29    | 1      |
| 2012/13 | Viktoria Pilzno   | Czechy | Gambrinus Liga | 27    | 0      |

## Kariera reprezentacyjna
W swojej karierze Limberský grał w reprezentacji Czech U-21. Wcześniej w 2003 roku wraz z kadrą U-20 wystąpił na Mistrzostwach Świata U-20. W dorosłej reprezentacji Czech zadebiutował 5 czerwca 2009 w wygranym 1:0 towarzyskim meczu z Maltą.
| Mecze i gole w reprezentacji | Mecze i gole w reprezentacji | Mecze i gole w reprezentacji     | Mecze i gole w reprezentacji | Mecze i gole w reprezentacji | Mecze i gole w reprezentacji | Mecze i gole w reprezentacji |
| #                            | Data                         | Stadion                          | Rywal                        | Wynik                        | Gol                          | Rozgrywki                    |
| 2009                         | 2009                         | 2009                             | 2009                         | 2009                         | 2009                         | 2009                         |
| ---------------------------- | ---------------------------- | -------------------------------- | ---------------------------- | ---------------------------- | ---------------------------- | ---------------------------- |
| 1.                           | 05.06.2009                   | Jablonec nad Nysą, Czechy        | Malta                        | 1:0                          | 0                            | towarzyski                   |
| 2.                           | 15.11.2009                   | Al-Ajn, ZEA                      | Zjednoczone Emiraty Arabskie | 0:0 k. 2:3                   | 0                            | towarzyski                   |
| 3.                           | 18.11.2009                   | Al-Ajn, ZEA                      | Azerbejdżan                  | 0:2                          | 0                            | towarzyski                   |
| 2010                         |                              |                                  |                              |                              |                              |                              |
| 4.                           | 25.05.2010                   | East Hartford, Stany Zjednoczone | Stany Zjednoczone            | 4:2                          | 0                            | towarzyski                   |
| 5.                           | 17.11.2010                   | Aarhus, Dania                    | Dania                        | 0:0                          | 0                            | towarzyski                   |
| 2011                         |                              |                                  |                              |                              |                              |                              |
| 6.                           | 09.02.2011                   | Pula, Chorwacja                  | Chorwacja                    | 2:4                          | 0                            | towarzyski                   |
| 2012                         |                              |                                  |                              |                              |                              |                              |
| 7.                           | 29.02.2012                   | Dublin, Irlandia                 | Irlandia                     | 1:1                          | 0                            | towarzyski                   |
| 8.                           | 26.05.2012                   | Graz, Austria                    | Izrael                       | 2:1                          | 0                            | towarzyski                   |
| 9.                           | 01.06.2012                   | Praga, Czechy                    | Węgry                        | 1:2                          | 0                            | towarzyski                   |
| 10.                          | 12.06.2012                   | Wrocław, Polska                  | Grecja                       | 2:1                          | 0                            | Mistrzostwa Europy           |
| 11.                          | 16.06.2012                   | Wrocław, Polska                  | Polska                       | 1:0                          | 0                            | Mistrzostwa Europy           |
| 12.                          | 21.06.2012                   | Warszawa, Polska                 | Portugalia                   | 0:1                          | 0                            | Mistrzostwa Europy           |
| 13.                          | 15.08.2012                   | Lwów, Ukraina                    | Ukraina                      | 0:0                          | 0                            | towarzyski                   |
| 14.                          | 12.10.2012                   | Pilzno, Czechy                   | Malta                        | 3:1                          | 0                            | El. MŚ 2014                  |
| 15.                          | 16.10.2012                   | Praga, Czechy                    | Bułgaria                     | 0:0                          | 0                            | El. MŚ 2014                  |
| 16.                          | 14.11.2012                   | Ołomuniec, Czechy                | Słowacja                     | 3:0                          | 0                            | towarzyski                   |
| 2013                         |                              |                                  |                              |                              |                              |                              |
| 17.                          | 06.02.2013                   | Manisa, Turcja                   | Turcja                       | 2:0                          | 0                            | towarzyski                   |
| 18.                          | 22.03.2013                   | Ołomuniec, Czechy                | Dania                        | 0:3                          | 0                            | El. MŚ 2014                  |
| 19.                          | 26.03.2013                   | Erywań, Armenia                  | Armenia                      | 3:0                          | 0                            | El. MŚ 2014                  |
| 20.                          | 07.06.2013                   | Praga, Czechy                    | Włochy                       | 0:0                          | 0                            | El. MŚ 2014                  |